# Udo Kaller
Udo Kaller (* 5. September 1943 in Gleiwitz) ist ein deutscher Künstler.

## Leben
Nach einer Lithografenlehre studierte Udo Kaller an den Akademien der Bildenden Künste in München und Nürnberg. Seit 1972 ist er freischaffender Maler und Grafiker in Nürnberg. Bis in die 1990er Jahre schuf Kaller  Ausgestaltungen öffentlicher Gebäude in Bayern im Rahmen des Kunst am Bau, z. B. in der Landesvertretung des Freistaates Bayern in Bonn oder der Justizvollzugsanstalten in Bayreuth und Weiden. Dabei entstanden auch 17 großformatige Gobelins. Der Künstler arbeitet vorwiegend in Öl auf Leinwand, sein Werk enthält  auch Lithografien, Siebdrucke, Zeichnungen und Majolika.
2002 bis 2004 schuf Kaller in Öl auf Leinwand Interpretationen der Holzschnittserie Hundert berühmte Ansichten von Edo von Utagawa Hiroshige (1797–1858) und zeigte die 100-teilige Serie in Einzelausstellungen in Erlangen, Berlin, Krakau und Würzburg. Ein weiterer Bildzyklus in der Tradition des Japonismus sind Kallers Interpretationen der 36 Ansichten des Berges Fuji von Katsushika Hokusai aus den Jahren 2008 bis 2010. Kaller ist Mitglied der Künstlergruppe Der Kreis. Seine Arbeiten befinden sich unter anderem im Besitz des Bundesministeriums des Auswärtigen, der Bayerischen Staatsgemäldesammlung München, der Universität Erlangen-Nürnberg, des Nationalmuseums Krakau, des Nationalmuseums Skopje und privater Sammlungen.

## Auszeichnungen
- 1972 Förderpreis der Stadt Nürnberg
- 1978 Förderpreis des Oberschlesischen Kulturpreises des Landes Nordrhein-Westfalen
- 1980 Stipendium des Freistaates Bayern für die internationale Sommerakademie Salzburg
- 1983 Förderpreis des Kulturpreises Schlesien des Landes Niedersachsen
- 1991 Premio Agazzi, Internationaler Mal- und Grafikpreis, Italien
- 1999 Kunstpreis der Nürnberger Nachrichten
- 2002 Sonderpreis des Verlegers der Nürnberger Nachrichten Bruno Schnell

## Einzelausstellungen (Auswahl)
- 1975 Galleria d' Arte Gipico, Mailand
- 1977 Galerie unter den Arkaden, Regensburg
- 1974, 1978 Haus des Deutschen Ostens, Düsseldorf
- 1984 Galerie in der Mozartstraße, Maintal
- 1985 Galerie im Studio Beletage, Düsseldorf
- 1988 Krakauer Haus der Kultur, Krakau
- 1991 Galerie Das Dasein an sich, Berlin
- 1994 Kunstverein Bayreuth
- 2000 Stadtmuseum Fembohaus Nürnberg, Kunstverein Augsburg
- 2004 Städtische Galerie Erlangen
- 2005, 2012 Nationalmuseum Manggha Krakau
- 2006, 2011 Museum für Asiatische Kunst (Berlin)
- 2007 Nationalgalerie Skopje
- 2008 Siebold-Museum Würzburg
- 2012 Kunsthalle Schweinfurt